# 产业安全保障局
工業安全局是美国商务部下属机构，主要处理涉及国家安全和高科技问题，其主要宗旨为阻止大规模杀伤性武器扩散的同时促进美国出口的增长。该机构由商务部工业和安全事务副部长。该机构负责管理商务部管制清单。

## 关切方名单
该机构维护了5个主要的与出口相关的名单，禁止与这些方进行出口或需要许可。这五个名单包括：
- 综合筛选名单（Consolidated Screening List）是一个可搜索的数据库，由美国商务部、国务部和财政部合作维护，旨在帮助可能从事海外贸易的个人和企业确定涉及特定个人或物品的交易是否合法，以及是否需要许可或特殊记录[3]。

- 实体清单（Entity List）定期在商务部网站和《联邦公报》上更新[4][5]。

- 军事最终用户名单（Military End User List）作为出口管理法规第744节的附录发布[6]。

- 被拒绝人员名单（Denied Persons List）[7]。

- 未核实名单（Unverified List）[8]。